# آندره گوندر فرانک
آندره گوندر فرانک (آلمانی: Andre Gunder Frank؛ زاده ۲۴ فوریهٔ ۱۹۲۹ – درگذشته ۲۵ آوریل ۲۰۰۵) یک جامعه‌شناس و اقتصاددان اهل آلمان بود.
وی تمایلات مارکسیستی داشت ولی نظریات تاریخی مارکس را رد می‌کرد. در دهه ۷۰ میلادی تئوری وابستگی را ارائه داد و در دهه ۸۰ میلادی تئوری سیستم جهانی را ارائه کرد.

## کارها
فرانک در طول زندگی حرفه‌ای خود در بخش‌های مردم‌شناسی، اقتصاد، جغرافیا، تاریخ، روابط بین‌الملل، علوم سیاسی و جامعه‌شناسی به تدریس و تحقیق پرداخت. او در نه دانشگاه در آمریکای شمالی، سه دانشگاه در آمریکای لاتین و پنج دانشگاه در اروپا کار کرد. سخنرانی‌ها و سمینارهای بی شماری را در ده‌ها دانشگاه و مؤسسه دیگر در سراسر جهان به زبان‌های انگلیسی، فرانسوی، اسپانیایی، پرتغالی، ایتالیایی، آلمانی و هلندی ارائه کرد. فرانک به‌طور گسترده در مورد تاریخ اقتصادی، اجتماعی و سیاسی و توسعه معاصر نظام جهانی، کشورهای توسعه یافته صنعتی، و به ویژه جهان سوم و آمریکای لاتین نوشت. او بیش از هزار مقاله به سی زبان تولید کرد.
آخرین مقاله مهم او، "شرق و غرب"، در جلد: "دارالاسلام. مدیترانه، نظام جهانی و اروپای وسیعتر: "گسترش فرهنگی" اتحادیه اروپا و هویت اروپاً با ویرایش پیتر هرمان (دانشگاه) منتشر شد.
فرانک نویسنده ای پرکار بود و ۴۰ کتاب نوشت. او به‌طور گسترده در مورد اقتصاد سیاسی، تاریخ اقتصادی، روابط بین‌الملل، جامعه‌شناسی تاریخی و تاریخ جهان منتشر کرد. شاید برجسته‌ترین کار او سرمایه‌داری و توسعه نیافتگی در آمریکای لاتین باشد. این کتاب که در سال ۱۹۶۷ منتشر شد، یکی از متون سازنده در نظریه وابستگی بود. او در کار بعدی خود آثاری مانند ReOrient: اقتصاد جهانی در عصر آسیایی و با بری گیلز، سیستم جهانی: پانصد سال یا پنج هزار را تولید کرد.
نظریه‌های فرانک بر این ایده متمرکز است که قدرت اقتصادی یک ملت، که عمدتاً توسط شرایط تاریخی - به ویژه جغرافیا - تعیین می‌شود، قدرت جهانی آن را دیکته می‌کند.
او همچنین به دلیل پیشنهاد این که راه حل‌های صرفاً صادرات محور برای توسعه، عدم تعادل‌هایی را برای کشورهای فقیر ایجاد می‌کند، به خوبی شناخته شده‌است.
فرانک کمک‌های قابل توجهی به نظریه سیستم‌های جهانی (که به گفته او، بهتر است سیستم جهانی یک نامیده شود) داشته‌است. او استدلال کرده‌است که نظام جهانی حداکثر در هزاره چهارم قبل از میلاد شکل گرفته‌است. استدلال او به شدت در تضاد با اکثریت علمی است که آغاز را در «قرن طولانی شانزدهم» می‌دانند (موقعی که برای مثال، امانوئل والرشتاین داشت). فرانک همچنین اصرار داشت که ایدهٔ «نظام‌های جهانی» زیاد منطقی نیست (در واقع، اگر «سیستم‌های جهانی» زیادی در جهان وجود داشته باشد، آن‌ها به سادگی سزاوار این نیستند که «سیستم‌های جهانی» نامیده شوند). و ما بهتر است در مورد یک سیستم جهانی واحد صحبت کنیم.

## نظریه وابستگی
این نظریه نگاه خود را از نظریه مارکس یعنی بهره‌کشی طبقه برژوا از پرولتاریا وام می‌گیرد و آنرا به جهان گسترش می‌دهد.
تئوری وابستگی بر این مفهوم است که منابع از «حاشیه» کشورهای فقیر و توسعه نیافته به «هسته» ای از دولت‌های ثروتمند جریان می‌یابد و دومی را به هزینه دولت اول غنی می‌کند. بحث اصلی تئوری وابستگی این است که کشورهای فقیر فقیرتر می‌شوند و کشورهای ثروتمند از طریق ادغام کشورهای فقیر در «نظام جهانی» ثروتمندتر می‌شوند. این نظریه به‌طور رسمی در اواخر دهه ۱۹۶۰ پس از جنگ جهانی دوم توسعه یافت، زیرا محققان در جستجوی ریشه‌های عدم توسعه در آمریکای لاتین بودند.
این نظریه به عنوان واکنشی به تئوری مدرنیزاسیون مطرح شد، یک نظریه قبلی توسعه که معتقد بود همه جوامع در مراحل مشابهی از توسعه پیشرفت می‌کنند، بنابراین مناطق توسعه نیافته امروزی در وضعیتی مشابه با مناطق توسعه یافته امروزی در زمانی در گذشته قرار دارند. و بنابراین، وظیفه کمک به مناطق توسعه نیافته برای خروج از فقر، تسریع آنها در این مسیر مشترک فرضی توسعه، با ابزارهای مختلف مانند سرمایه‌گذاری، انتقال فناوری، و ادغام نزدیک تر در بازار جهانی است. نظریه وابستگی این دیدگاه را رد کرد و استدلال کرد که کشورهای توسعه نیافته صرفاً نسخه‌های اولیه کشورهای توسعه یافته نیستند، بلکه دارای ویژگی‌ها و ساختارهای منحصر به فرد خود هستند. و مهمتر از همه، در وضعیت ضعیف تری در اقتصاد بازار جهانی قرار دارند

## نظریه سیستمهای جهانی
به تقسیم کار بین منطقه ای و فراملی گفته می‌شود که جهان را به کشورهای اصلی، کشورهای نیمه پیرامونی و کشورهای پیرامونی تقسیم می‌کند. کشورهای اصلی بر تولید با مهارت بالاتر و تولید سرمایه بر تمرکز می‌کنند و بقیه جهان بر تولید و استخراج مواد خام با مهارت کم و نیروی کار متمرکز می‌باشند. این امر به‌طور مداوم سلطه کشورهای اصلی را تقویت می‌کند.

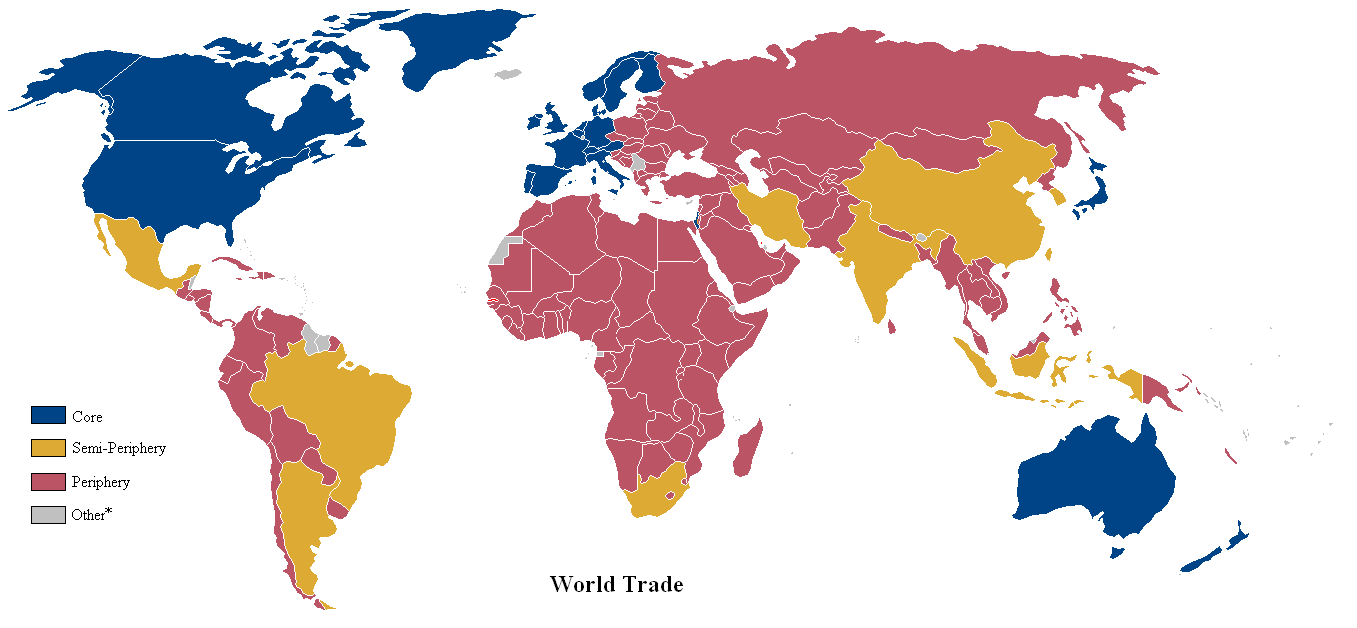
سیستمهای جهانی

با این وجود، این سیستم دارای ویژگی‌های پویایی است که تا حدی در نتیجه انقلاب‌ها در فناوری حمل‌ونقل است، و دولت‌های منفرد می‌توانند وضعیت اصلی خود را در طول زمان (نیمه پیرامونی، پیرامونی) به دست آورند یا از دست بدهند. این ساختار با تقسیم کار متحد می‌شود. این یک اقتصاد جهانی است که ریشه در اقتصاد سرمایه‌داری دارد. برای مدتی، کشورهای خاصی به هژمون جهانی تبدیل می‌شوند. در طی چند قرن اخیر، با گسترش جغرافیایی و تشدید اقتصادی نظام جهانی، این وضعیت از هلند، به بریتانیا و به ایالات متحده منتقل شده‌است.